# Shake (utwór)
„Shake” – singel wydany w 2021 roku przez amerykańskiego YouTubera, streamera i rapera IShowSpeed. Utwór zawiera sampel z piosenki Raya Charlesa „Hit the Road Jack” i piosenki The Fugees „Ready or Not”. Teledysk towarzyszący singlowi został odtworzony ponad 161 milionów razy w serwisie YouTube. W serwisie Spotify utwór został odsłuchany ponad 35 milionów razy. Serwis RateYourMusic zakwalifikował teledysk jako 54. najlepszy w roku 2021 oraz 693. wszech czasów. Utwór wyprodukował producent MCVertt, który współpracował też z raperem Lil Uzi Vertem.

## Twórcy
Zaadaptowano z serwisu Genius.
- IShowSpeed – tekst, wokal
- MCVertt – produkcja, tekst

## Pozycje na listach
| Lista (2022)               | Pozycja |
| -------------------------- | ------- |
| Arabia Saudyjska (Spotify) | 185     |
| Litwa (Spotify)            | 186     |